# Pengiran Anak Mohammad Alam
Pengiran Anak Mohammad Alam (Brunei, 18 ottobre 1918 – Bandar Seri Begawan, 14 dicembre 1982) è stato un principe e politico bruneiano.

## Biografia
Pengiran Anak Mohammad Alam nacque il 18 ottobre 1918 ed era figlio di Pengiran Bendahara Pengiran Anak Abdul Rahman, uno dei wazir del Brunei e fratello più giovane del sultano Muhammad Jamalul Alam II. Sua sorella, Pengiran Anak Damit, era sposata con il sultano Omar Ali Saifuddien III.
Come membro della famiglia reale, iniziò la sua educazione formale a palazzo. Quando divenne più grande studiò al Malay College di Kuala Kangsar, Perak, insieme ad altri membri della famiglia reale.
Iniziò la sua carriera come impiegato presso il dipartimento agricolo e poi presso il dipartimento giudiziario. Fu anche presidente di Jabatan Adat Istiadat, Ugama dan Kebajikan. Successivamente divenne lo Yang Di Pertua Adat Istiadat.
Il 27 luglio 1950 venne nominato wazir con il titolo di Yang Teramat Mulia Seri Paduka Duli Pengiran Pemancha Sahibul Rae 'Wal Mashuarah.
In riconoscimento del suo contributo dello Stato, il 14 luglio 1971 fu eletto secondo presidente del Consiglio legislativo, in sostituzione di Ibrahim bin Mohammad Jafar, deceduto il 19 febbraio precedente. Lo stesso giorno prestò giuramento e ricoprì l'ufficio fino al 30 novembre 1974.
Morì a Bandar Seri Begawan venerdì 14 dicembre 1982 all'età di 63 anni. Fu sepolto al Mausoleo reale di Jalan Tutong, Bandar Seri Begawan.
Gli è intitolata una via di Bandar Seri Begawan.

## Vita personale
Era sposato con Pengiran Anak Hajah Besar (che in seguito divenne nota come "Pengiran Babu Raja", la madre della regina). Dalla loro unione nacquero nove figli. Tra essi vi sono Pengiran Anak Saleha, moglie del sultano Hassanal Bolkiah. La sua seconda figlia, Pengiran Anak Zariah, sposò Mohamed Bolkiah, il fratello minore di Hassanal Bolkiah. Suo figlio, Pengiran Anak Mohammad Yusof, che in seguito divenne noto come Pengiran Maharaja Lela Sahibul Kahar, sposò Pengiran Anak Puteri Norain, sorella minore di Hassanal Bolkiah.
Suo figlio, Pengiran Anak Mohammad Yusof, morì il 13 dicembre 2004. Sua figlia, Pengiran Anak Hajah Damit, morì di cancro il 19 agosto 2007, all'età di 51 anni.

## Fonti
- Susur Galur Majlis Mesyuarat Negara Brunei Darussalam, 1999.